# Nils Hallberg
Nils Bertil Hallberg (født 18. september 1921 i Stockholm, død 8. oktober 2010 samme sted) var en svensk skuespiller, der medvirkede i over 90 film mellem 1934 og 1974. Blandt hans filmroller kan for eksempel nævnes Med dig i mine arme (1940), Dyden er ikke Dirchefri (1960), Dirch og blåjakkerne (1964) og Vi vilde vikinger (1965).
Hallberg ligger begravet på Norra begravningsplatsen i Solna kommun.

## Udvalgt filmografi
- Madam Anderssons Kalle (1934)
- Pigernes Alfred (1935, ukrediteret)
- Gutterne klarer alt (1935, ukrediteret)
- Farbror fra Amerika (1937, ukrediteret)
- To år i hver klasse (1938)
- Med dig i mine arme (1940, ukrediteret)
- Den store landskamp (1942, ukrediteret)
- Kvinder i fangenskab (1943, ukrediteret)
- Mit folk er ikke dit (1944)
- I fremmed havn (1948)
- Havnebyens fristelser (1948)
- Gaden (1949, ukrediteret)
- Toldere og syndere (1951)
- Hun dansede en sommernat (1951)
- Hård klang (1952)
- Forårslængsel (1954)
- Pige søger natkvarter (1956)
- Nattens børn (1956)
- På viften i storbyen (1957, ukrediteret)
- Kvinden i mørket (1958)
- Mannequin i rødt (1958)
- Dyden er ikke Dirchefri (1960)
- Jaget i København (1961)
- Det hvide genfærd (1962)
- Wild West Story (1964)
- Dirch og blåjakkerne (1964)
- Vi vilde vikinger (1965)
- Firmafesten (1972)
- Det sidste eventyr (1974)